# Primer ministro de Etiopía
El Primer Ministro de Etiopía es el jefe de Gobierno y  director ejecutivo del mencionado país. El primer ministro es la figura más poderosa de la política etíope y el comandante en jefe de las Fuerzas Armadas de Etiopía.  La residencia oficial del primer ministro es Palacio de Menelik en Adís Abeba.  El actual primer ministro es Abiy Ahmed del Partido de la Prosperidad que es la duodécima persona en ser el jefe de Gobierno de Etiopía en propiedad y la cuarta en ser primer ministro desde que la nueva constitución formó la República Democrática Federal de Etiopía.
Etiopía es una república parlamentaria con el  Presidente como jefe de Estado y el Primer ministro como jefe de Gobierno.  Sin embargo, a diferencia de la mayoría de las repúblicas parlamentarias, la Constitución de Etiopía de 1995 confiere explícitamente el poder ejecutivo al Consejo de Ministros y nombra al primer ministro como director ejecutivo, con el presidente limitado a un papel casi enteramente ceremonial.
El primer ministro es elegido entre los miembros de la Cámara de Representantes Populares. El candidato presenta una plataforma de gobierno y debe recibir un voto de confianza para poder  convertirse en primer ministro.  En la práctica, el primer ministro suele ser el líder del partido con más miembros en la Cámara de Representantes Populares.

## Lista de primeros ministros de Etiopía
| Nombre                                                       | Nombre                            | Nombre                    | Elegido             | Inicio                   | Final                    | Partido                                             |
| ------------------------------------------------------------ | --------------------------------- | ------------------------- | ------------------- | ------------------------ | ------------------------ | --------------------------------------------------- |
| • Imperio etíope (1137–1974) •                               |                                   |                           |                     |                          |                          |                                                     |
| 1                                                            | Fitawrari Habte Giyorgis          |                           | —                   | 1909                     | 1927                     | Independiente                                       |
| 2                                                            | Ras Tafari Makonnen               |                           | —                   | 1927                     | 1 de mayo de 1936        | Independiente                                       |
| 3                                                            | Wolde Tzaddick                    |                           | —                   | 1 de mayo de 1936        | 14 de mayo de 1942       | Independiente                                       |
| 4                                                            | Ras Betwoded Makonnen Endelkachew |                           | —                   | 14 de mayo de 1942       | 27 de noviembre de 1957  | Independiente                                       |
| 5                                                            | Ras Abebe Aregai                  |                           | 1957                | 27 de noviembre de 1957  | 12 de diciembre de 1960  | Independiente                                       |
| —                                                            | Leul Ras Imru Haile Selassie      |                           | —                   | 12 de diciembre de 1960  | 15 de diciembre de 1960  | Independiente                                       |
| Vacante (15 de diciembre de 1960–17 de abril de 1961)        |                                   |                           |                     |                          |                          |                                                     |
| 6                                                            | Tsehafi Taezaz Aklilu Habte-Wold  |                           | 1961 1965 1969 1973 | 17 de abril de 1961      | 1 de marzo de 1974       | Independiente                                       |
| 7                                                            | Lij Endelkachew Makonnen          |                           | —                   | 1 de marzo de 1974       | 22 de julio de 1974      | Independiente                                       |
| 8                                                            | Lij Mikael Imru                   |                           | —                   | 3 de agosto de 1974      | 12 de septiembre de 1974 | Independiente                                       |
| • Consejo Administrativo Militar Provisional (Derg) •        |                                   |                           |                     |                          |                          |                                                     |
| Abolido (12 de septiembre de 1974–10 de septiembre de 1987)  |                                   |                           |                     |                          |                          |                                                     |
| • República Democrática Popular de Etiopía (1987–1991) •     |                                   |                           |                     |                          |                          |                                                     |
| 9                                                            | Fikre Selassie Wogderess          |                           | 1987                | 10 de septiembre de 1987 | 8 de noviembre de 1989   | Partido de los Trabajadores de Etiopía              |
| —                                                            | Hailu Yimenu Interino             |                           | —                   | 8 de noviembre de 1989   | 26 de abril de 1991      | Partido de los Trabajadores de Etiopía              |
| —                                                            | Tesfaye Dinka Interino            |                           | —                   | 26 de abril de 1991      | 6 de junio de 1991       | Partido de los Trabajadores de Etiopía              |
| • Gobierno de transición de Etiopía (1991–1995) •            |                                   |                           |                     |                          |                          |                                                     |
| —                                                            | Tamirat Layne Interino            |                           | —                   | 6 de junio de 1991       | 22 de agosto de 1995     | Frente Democrático Revolucionario del Pueblo Etíope |
| • República Federal Democrática de Etiopía (1995–presente) • |                                   |                           |                     |                          |                          |                                                     |
| 10                                                           | Meles Zenawi                      |                           | 1995 2000 2005 2010 | 23 de agosto de 1995     | 20 de agosto de 2012     | Frente Democrático Revolucionario del Pueblo Etíope |
| 11                                                           | Hailemariam Desalegn              |                           | 2015                | 20 de agosto de 2012     | 2 de abril de 2018       | Frente Democrático Revolucionario del Pueblo Etíope |
| 12                                                           | Abiy Ahmed Ali                    |                           | 2015                | 2 de abril de 2018       | Presente                 | Frente Democrático Revolucionario del Pueblo Etíope |
| 12                                                           | Abiy Ahmed Ali                    | Partido de la Prosperidad | 2015                | 2 de abril de 2018       | Presente                 |                                                     |